# Zillah
Zillah és una població dels Estats Units a l'estat de Washington. Segons el cens del 2000 tenia 2.198 habitants.

## Demografia
Segons el cens del 2000, Zillah tenia 2.198 habitants, 792 habitatges, i 591 famílies. La densitat de població era de 695,6 habitants per km².
Dels 792 habitatges en un 40,2% hi vivien nens de menys de 18 anys, en un 56,9% hi vivien parelles casades, en un 13,8% dones solteres, i en un 25,3% no eren unitats familiars. En el 21,7% dels habitatges hi vivien persones soles el 10% de les quals corresponia a persones de 65 anys o més que vivien soles. El nombre mitjà de persones vivint en cada habitatge era de 2,78 i el nombre mitjà de persones que vivien en cada família era de 3,22.
Per edats la població es repartia de la següent manera: un 31,2% tenia menys de 18 anys, un 8,2% entre 18 i 24, un 27,6% entre 25 i 44, un 19,3% de 45 a 60 i un 13,7% 65 anys o més.
L'edat mediana era de 33 anys.
La renda mediana per habitatge era de 38.214 $ i la renda mediana per família de 44.688 $. Els homes tenien una renda mediana de 33.819 $ mentre que les dones 23.603 $. La renda per capita de la població era de 16.415 $. Aproximadament el 9% de les famílies i el 13,8% de la població estaven per davall del llindar de pobresa.

## Poblacions més properes
El següent diagrama mostra les poblacions més properes.